# 陈宏谋
陳宏謀（1696年—1771年），原名弘謀，後避諱乾隆帝，改名宏謀，字汝諮，號榕門，廣西臨桂縣（今桂林市）人，清朝政治人物。

## 生平
雍正元年（1723年）癸卯恩科第一名舉人（解元），同年聯捷進士。改庶吉士，授檢討。雍正四年（1726年），授吏部郎中。雍正七年（1729年），考選浙江道御史，仍兼郎中。雍正十一年（1733年）起外派，至乾隆二十八(1763)年回京，期間歷任甘肅、江西、陝西、湖北、河南、福建、湖南、江蘇等省巡撫，後成為兩廣、兩湖總督、兵部尚書、吏部尚書。乾隆三十二(1767)年官至東閣大學士。乾隆三十四(1769)年多次以病請辭，但被慰留。乾隆三十六(1771)年春病情嚴重，獲准辭職，加太子太傅，食俸如故。乾隆帝命令其孫刑部主事蘭森侍歸，所經處有司在20里內料理護行。6月，乘船到達兗州韓莊，卒於途中。命祀賢良，賜祭葬，諡文恭。
任陝西巡撫期間，興修農田水利，疏濬河流航道，提倡植樹養蠶、農事深耕，均有成效。
陈宏谋墓位于今广西壮族自治区桂林市临桂县四塘乡。
嘉庆二十五年庚辰恩科状元陈继昌系其曾孙。

## 著作
除政事外，他也是清朝盛世知名之哲學家，將歷代重要的風俗政事文獻整理成五部精簡扼要的參考教本，名為《五種遺規》。其中《教女遺規》他提出當時婦女的教養之道，主張：「天下無不可教之人，亦無可以不教之人，而豈獨遺於女子也？」為中國帝制時期少見主張實行女性教育者。此外，《從政遺規》亦為清朝菁英政治之重要著作。

## 延伸阅读
[在维基数据编辑]
 在维基文库阅读此作者作品（ 在维基共享资源阅览影像）
 《清史稿/卷307》，出自趙爾巽《清史稿》